# ジャクソン・キングV
ジャクソン・キングV (Jackson King V)は、ギブソン・フライングVをベースにして作成されたジャクソン・ギターズのエレクトリック・ギター。頭文字をとってKVと書かれることもある。ジャクソン・キングVは元々、キング (King)というニックネームで呼ばれていたラットのギタリスト＝ロビン・クロスビーのためにデザインされたモデルである。クロスビーは、1980年代の間、ミュージシャン活動でジャクソン・キングVを著名にした。メガデスのフロントマン、デイヴ・ムステインが最終的にこのモデルを使用するもっとも有名なギタリストとなった。1986年10月10日にムステインのカスタムモデルが完成した後、ジャクソン・ギターズはデイヴ・ムステイン・モデルのシリーズについて、一般向け量産を開始した。その後、このモデルはジャクソン・ギターズの最も売れたモデルの一つとなった。この製造ラインは、大幅なモデルチェンジが行われる2000年代前半まで続いた。2000年代前半に行われた大幅なモデルチェンジ後のギターは、Y2KVとも呼ばれ、より、ギブソン・フライングVをベースにしたエレクトリック・ギターとなった。ムステインはこの時、自身のジャクソン・ギターズのギターコレクション全てを売却し、ESP、その後、ディーン・ギターズとエンドーズ契約を結んだ。

## キングVのモデル一覧
- Double Rhoads (一般流通無し)
- King V Custom (カスタムショップ)
- King V Student (カスタムショップ)
- KV1(Artist Signature Series) (短期間の製造)
- Y2KV (Artist Signature Series) (短期間の製造)
- KV2 (USA Series)
- KV2T (USA Series)
- KV3 (Pro Series) (短期間の製造)
- KV4 (短期間の製造)
- KV5 (短期間の製造)
- KVX10 (X series)
- JS30KV (JS Series)
- Jenna Jameson Model (Custom Shop Limited Run) (短期間の製造)
- 25th Anniversary Model (Custom Shop Limited Run) (短期間の製造)
- Demmelition King V (Artist Signature Series)
- King V KVXMG (X Series)

## 著名な使用者

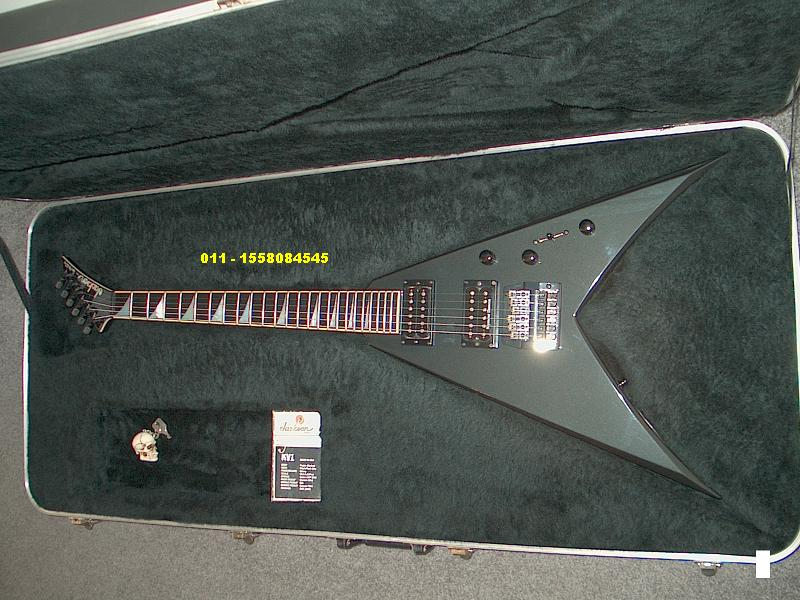
Jackson King V, KV1

- スコット・イアン（アンスラックス）
- ウェス・ボーランド（リンプ・ビズキット等)
- ロビン・クロスビー（ラット等)
- デイヴ・ムステイン（メガデス等)
- コリィ・ビューリュー（英語版） (トリヴィアム等)
- マルクス・ヴァンハラ[1]（オムニアム・ギャザラム、インソムニウム等）